# Conrad Lobst
Conrad Lobst (* 7. November 1985 in Leipzig) ist ein deutscher Kameramann.

## Leben
Conrad Lobst wurde 1985 in Leipzig geboren. Bereits während der Schulzeit experimentierte er mit Video- und Foto-Kameras und drehte erste Kurzfilme in den Schulferien. Ab dem Jahr 2005 war er als Kameraassistent an Produktionen wie Karger, Der letzte Bissen, Evet, ich will!, Carlos – Der Schakal, Tatort: Absturz, Fernes Land, Lindburgs Fall oder Alles für meine Tochter beteiligt. Außerdem wirkte er bei der Produktion zahlreicher Kurzfilme, Musikvideos und Werbespots als Kameramann mit.
Ab dem Jahr 2011 studierte er Bildgestaltung/Kamera an der Filmakademie Baden-Württemberg. Während des Studiums arbeitete er als Oberbeleuchter und 2nd Unit Kameramann. 2018 erlangte er sein Diplom. Seither arbeitet er an Kinofilmen, Fernsehfilmen oder Serien im Wechsel als hauptverantwortlicher Kameramann oder 2nd Unit Kamera. 
Lobst ist Mitglied im Berufsverband Kinematografie. Er sitzt zudem im Vorstands-Beirat des Filmverbandes Sachsen.

## Filmografie (Auswahl)
- 2011: 46/47 (Kurzfilm)
- 2011: Das fehlende Grau
- 2015: Bienenjunge & Blumenmädchen (Kurzfilm)
- 2015: Das fehlende Grau
- 2015: The Bittersweet Taste of Power
- 2017: Der Hauptgewinn (Kurzfilm)
- 2018: Once Again – Eine Liebe in Mumbai (Once Again)
- 2021: Prinzessin
- 2021: Alfons Zitterbacke – Endlich Klassenfahrt!
- 2022: Spuk unterm Riesenrad
- 2023: Erzgebirgskrimi – Familienband (Fernsehfilm)
- 2024: Erzgebirgskrimi – Mord auf dem Jakobsweg (Fernsehfilm)
- 2025: Tschappel (Fernsehserie)